# کلی چن
کِلی چن (انگلیسی: Kelly Chen؛ زادهٔ ۱۳ سپتامبر ۱۹۷۲) خواننده و بازیگر اهل هنگ کنگ است.
از فیلم‌ها یا برنامه‌های تلویزیونی که وی در آن نقش داشته‌است، می‌توان به یک ملکه و رزمندگان، پادشاه میمون، اسطوخودوس و پادشاه میمون ۲ اشاره کرد.